# Home Shopping Network
A HSN (acrônimo de Home Shopping Network) é uma rede de televisão aberta dos Estados Unidos disponível também em TV a cabo e por TDT e em outros países, que tem 24 horas de programas de compras em sua programação.

## História
Fundada por Lowell 'Bud' Paxson e Roy Speer em 1982 como Home Shopping Club ainda como canal local em Pinellas Contry nos EUA e se transformou em rede de televisão a partir de 1º de julho de 1985 quando também mudou seu nome para HSN (acrônimo de Home Shopping Network) Agora é coordenada pela IncterAtive Corp com sua transmissão para Europa, Ásia, e o subcontinente Indiano.